# Xylosma prockia
Xylosma prockia är en videväxtart som först beskrevs av Porphir Kiril Nicolai Stepanowitsch Turczaninow, och fick sitt nu gällande namn av Porphir Kiril Nicolai Stepanowitsch Turczaninow. Xylosma prockia ingår i släktet Xylosma och familjen videväxter. Inga underarter finns listade i Catalogue of Life.